# ホームズ男爵
ホームズ男爵（ホームズだんしゃく、英語: Baron Holmes）は、アイルランド貴族の爵位。18世紀に2度創設され、いずれも1代で廃絶している。

## 歴史
ワイト島出身の政治家トマス・ホームズ(1699–1764)は1760年9月11日にアイルランド貴族であるリムリック県キルマーロックのホームズ男爵（Baron Holmes, of Kilmallock in the County of Limerick）に叙された。トマス・ホームズは2度結婚したが、1人目の妻との間に早世した息子を1人もうけただけであり、1764年7月21日に死去すると爵位が廃絶した。
トマス・ホームズの遺産を相続したのはその妹エリザベスとトマス・トローイヤー（Thomas Troughear）の息子にあたる聖職者レオナード・トローイヤー(c.1732–1804)だった。レオナードは遺産相続にあたり、姓をホームズに改めた。その数十年後の1797年10月25日、レオナードはトマス・ホームズと同じ爵位であるリムリック県キルマーロックのホームズ男爵（Baron Holmes, of Kilmallock in the County of Limerick）に叙された。
レオナードも男子をもうけず、その死とともに爵位は廃絶した。一方で娘は2人もうけており、うちエリザベスは第8代準男爵サー・ヘンリー・ウォーズリーと、キャサリンは政治家エドワード・ラッシュワースと結婚して、それぞれ子女をもうけた。ウォーズリーはのちに姓を「ウォーズリー＝ホームズ」に改めた。彼の準男爵位は息子の代を最後に廃絶したが、息子の娘エリザベスは第2代ヘイツベリー男爵ウィリアム・エイコートと結婚、以降ホームズ家の領地はヘイツベリー男爵家が継承した。

## ホームズ男爵（1760年）
- 初代ホームズ男爵トマス・ホームズ（1699年 – 1764年）

## ホームズ男爵（1797年）
- 初代ホームズ男爵レオナード・ホームズ（1732年ごろ – 1804年）